# Манфред Вольф
Манфред Вольф (нім. Manfred Wolf; нар. 26 березня 1957, Арора, Онтаріо, Канада) — колишній німецький хокеїст канадського походження, нападник.

## Кар'єра (гравець)
Манфред влітку 1978 року, переїхав з Канади до Німеччини, де почав виступи за клуб «Маннхаймер ЕРК». З сезону 1985/86 виступає за Дюссельдорф ЕГ впродовж п'яти років, повернувшись на один сезон до «Маннхаймер ЕРК». Надалі виступав у Оберлізі за «Франкфурт Лайонс», разом з ним піднявся до 2 Бундесліги. Після того як Манфред фактично закінчив свою кар'єру хокеїста в 1995 році, знову грав у сезоні 1997/98 за ХК «Ратінген» у Регіональній лізі (Північний Рейн-Вестфалія).
За час своєї кар'єри гравця двічі ставав чемпіоном Німеччини у складі «Маннхаймер ЕРК» 1980 року та 1990 року у складі Дюссельдорф ЕГ.
Вольф під час свого перебування в Мангеймі отримав прізвисько від уболівальників Маннікс.
У збірній ФРН виступав на наступних турнірах:

Зимові Олімпійські ігри: 1984 та 1988;

Чемпіонати світу з хокею: 1981, 1982, 1983, 1985 та 1987

## Кар'єра (тренер)
Як тренер, Манфред працював у клубах «Франкфурт Лайонс», «Ратінген», «Кріммічау» та «Ітерс Гелен», також очолював збірну Нідерландів на чемпіонаті світу 2002 року у Ейндговені.
У сезоні 2011/12 він очолив ХК «Хемніц», перервав контракт в кінці серпня 2011 року після чого керував проектом будівництва ковзанки у Лейпцигу. На початку січня 2012 року, став першим тренером хокейного клубу з Лейпцига, уклав контракт до кінця сезону.

## Телебачення
Манфред Вольф став експертом у передачі DEL на EuroSport.